# 半坡遗址
34°16′24″N 109°03′04″E / 34.27322977793238°N 109.05117273330688°E
半坡遗址位于陕西省西安市灞桥区半坡村，地处浐河下游右侧覆盖有黄土的二级阶地上，背依白鹿塬，与河床相距800米。半坡遗址是中国黄河流域新石器时代仰韶文化的村落遗址典型代表，至今已有六七千年的历史。

## 发现和保护
半坡遗址于1954年春被发现，遗址面积约50000平方米，经碳十四测定年代为距今6800至5300年。1954年到1957年，中国科学院考古研究所先后进行了5次大规模的发掘，发掘面积达10000平方米。
1957年在考古发掘的基础上，就地建成了西安半坡博物馆，于1958年4月建成并正式对外开放，是中国第一座新石器时代遗址博物馆，也是新中国第一座史前聚落遗址博物馆。博物馆面积约3000平方米，有半地穴式的房屋、窖穴、圈栏及起防护和泄洪作用的大围沟等遗迹，比较完整的保留的半坡原始社会村落的原貌。
1961年半坡遗址被国务院公布为第一批全国重点文物保护单位；1997年，西安半坡博物馆被中宣部确定为首批“百个爱国主义教育示范基地”；1998年被西安市政府评定为 “西安旅游十大景点”之一；2008年5月被国家文物局评定为“国家一级博物馆”。
半坡遗址出土的文物中，最为知名、最为宝贵的是人面鱼纹彩陶盆，属国家一级文物，现收藏于中国国家博物馆。

## 半坡文化
半坡人的经济生活中，农业生产占有很重要的地位，他们焚毁树木，开垦农田，种植粟等旱地作物。当时人们从事生产活动所使用的工具是石头、兽骨、鹿角和陶片等制造的。除粮食生产外，半坡人也已开始种植蔬菜。家畜饲养业在当时已出现了，当时养的牲畜有猪和狗两种，以猪为主。打猎、捕鱼也是当时一项重要的生产活动。
陶器的使用在当时占重要地位，在制作技术上已采用了模制法和泥条盘筑法，并逐渐以转动的轮盘（慢轮）修整器口器形。半坡遗址陶器上的鱼纹图案具有代表性，其中口部噙鱼的人面纹饰最具特色。陶器上还有可能为早期文字的雏形的标志符号，半坡陶符。
半坡建築已具典型中國建築雛型，出入口朝南，並使用木製框架支撐屋頂，有方形和圆形两种形式住房。
半坡遺址為主要的產陶地，在該處曾挖出一個窯。容器多為手工製作，有時則採用泥條盤築法或模製法。窄底的盆、碗是為典型容器形狀。容器經打磨，上有壓印裝飾，或黑、灰色的條紋裝飾。主要花紋為幾何圖形，偶爾出現人面圖形。容器邊緣所刻劃的一系列約二十種記號，可能是原始的記事方式。
- 半坡遗址现场
- 人类颅骨
- 人面鱼纹彩陶盆，仰韶文化，1955年半坡出土
- 人面鱼纹彩陶盆细节
- 鱼纹彩陶盆，仰韶文化，1955年半坡出土